# Куантро
Куантро́ или Коантро (на френски: Cointreau) е вид алкохолна напитка трипъл сек, произвеждана във Франция. Приготвя се от портокали от цял свят, обикновено от Испания или Хаити.
Освен като аперитив, Куантро често се консумира след ядене за добро храносмилане. Смята се, че или е марка трипъл сек, или че е друг вид алкохолна напитка. Със своите 40% алкохолно съдържание Куантрото е по-силно от трипъл сек (обикновено 23%).

## Производство
Куантро се дестилира от кори от сладки и горчиви портокали и алкохол от захарно цвекло. През 1875 г. са продадени първите бутилки Куантро. Сега годишно се продават приблизително 13 милиона бутилки в повече от 200 държави.
Производствените методи са семейна тайна, но туристически обиколки из фабриката са разрешени. Снимането обаче е забранено на много места, за да се предотврати евентуално копиране на процеса. По случай 150-годишнината на фабриката през 1999 г. е открит музей с площ 3000 м2.

## Полезни връзки
- Официален сайт на производителя